# Método Kirby-Bauer

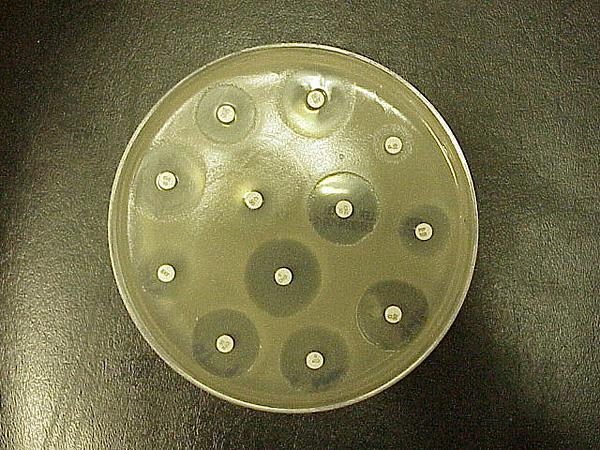
En el test de Kirby-Bauer, los filtros blancos que contienen antibiótico son colocados en una placa con bacterias. Los halos blancos donde se observa un escaso crecimiento bacteriano indica susceptibilidad al antibiótico testado.

El método Kirby-Bauer (método de difusión en agar) es empleado para determinar la sensibilidad de un agente microbiano frente a un antibiótico o quimioterápico. Este método comprende lo que se denomina un antibiograma o prueba de susceptibilidad bacteriana frente a drogas específicas.

## Forma de aplicación
Sobre la superficie de una placa de agar Müller-Hinton (medio de cultivo rico, diseñado especialmente para hacer ensayos de sensibilidad) se inocula una cantidad estandarizada de bacterias, sembrándolas de forma uniforme para obtener después de la inoculación un "césped" bacteriano. A continuación se colocan discos de papel de filtro impregnados con concentraciones conocidas de los diferentes antibióticos. La elección de los antibióticos a probar dependen del germen y del foco de infección. El antibiótico difundirá desde el papel filtro al agar de forma radial. Se incuba la placa durante 18-24 horas a 37 °C (respetar este parámetro, porque temperaturas menores pueden disminuir la velocidad del crecimiento del germen y la difusión del antibiótico, dando halos irregulares difíciles de medir), y luego se miden los halos de inhibición de desarrollo, interpretándose de acuerdo a tablas confeccionadas previamente. Los resultados se expresan como: Sensible (S), Intermedio o Moderadamente sensible (I) y Resistente (R).

## Comportamiento de inhibición
El tamaño del halo de inhibición de desarrollo variará sobre la base de los siguientes parámetros o variables:
1. La concentración de la droga.
2. Sensibilidad bacteriana.
3. Coeficiente de difusión de la droga en el agar.
4. Tiempo y temperatura de incubación.
5. pH y composición del medio. Se usan preparados comerciales que den resultados reproducibles, por ejemplo: agar Müller-Hinton. Son cultivos aceptados por el comité de la OMS para la normalización de las pruebas de susceptibilidad.
6. Profundidad del medio en las placas. Esto está estandarizado: se emplean placas de 9 cm de diámetro, y se agrega siempre el mismo volumen de medio de cultivo: 15 ml por placa. De esta manera las placas poseen siempre la misma altura de agar.
7. Tamaño del inóculo. Debe estar estandarizado ya que si éste es muy pequeño dará una sensibilidad mayor a la real, y si el inóculo es muy denso pueden aparecer mutantes resistentes.

En los métodos de difusión de mutantes resistentes aparecen como colonias aisladas dentro del halo de inhibición, por lo tanto esto indica que no se puede usar ese antibiótico y se debe informar como resistente. La forma rigurosa de estandarizar un inóculo es normalizando la turbidez por un método fotométrico utilizando una suspensión de sulfato de bario como estándar, según la escala de Mac Farland.

## Errores al realizar un antibiograma
Dentro de las posibilidades que se cuentan están: densidad del inóculo mal estandarizada, utilización de cultivos no puros, humedad o sequedad excesiva del medio de cultivo que puede conducir a un crecimiento demasiado confluente o pobre, y deterioro de los discos de aplicación.

## Limitaciones de este método
Es un método solo cualitativo, orientado al tratamiento. No es aplicable a microorganismos de crecimiento lento ni a microorganismos anaerobios. Antibióticos como la polimixina o la vancomicina no tienen buena difusión en agar.